# Sinogeotrupes substriatellus
Sinogeotrupes substriatellus es una especie de coleóptero de la familia Geotrupidae.

## Distribución geográfica
Habita en Sichuan (China).